# Aeronca C
L'Aeronca C, monoplan monoplace de sport est le premier avion léger américain à avoir été produit en série.

## Développement
Ingénieur travaillant au centre technique de l’US Army Air Service de McCook Field, Dayton, Jean A. Roché avait remarqué le prix très important des avions, ce qui ne permettait pas au commun des mortels de pratiquer un sport pourtant populaire. Lui-même souhaitait piloter. Il décida donc de réaliser un appareil économique destiné d’abord à son usage. Il dessina un monoplan monoplace à aile haute, inspiré à la fois d’un planeur d’entraînement qu’il avait conçu pour l’Army Air Service et du Santos-Dumont Demoiselle dont il avait réalisé une copie à des fins expérimentales. Le fuselage en tubes métalliques soudés présentait une section triangulaire et était suspendu sous l’aile en bois entoilée, le pilote étant assis sur une simple planche dans un poste de pilotage ouvert sous le bord d’attaque. Cette disposition valut à cet appareil et à ses dérivés le surnom de The Flying Bathtub. Équipé d’un système de stabilité automatique breveté en 1914 par Jean A. Roché, l’appareil fut construit dans un garage au 28 Watts Street, Dayton, avec l’aide de John Q. Dohse, un assistant de Jean A. Roché à McCook Field.
Le plus difficile était de trouver un moteur adapté. Roché et Dohse empruntèrent d’abord un moteur de moto 4 cylindres Henderson, qui se révéla insuffisant. Ils prirent ensuite contact avec Harold Morehouse, qui avait réalisé un bicylindre destiné à gonfler des ballons captifs, toujours à McCook Field. Morehouse accepta et réalisa un moteur de 25/30 ch. Le 1er septembre 1925, alors qu’il effectuait des essais de roulage, Dohse, qui n’a jamais piloté, décolla par inadvertance avec son appareil. Après avoir tourné autour du terrain douze minutes il effectua un atterrissage impeccable. Dohse puis Morehouse quittèrent Dayton peu après, laissant Roché seul avec son petit avion qui fut victime d’un accident au cours duquel le moteur fut endommagé. Roy Poole et Robert Galloway en dessinèrent un autre alors que Jean A. Roché cédait les droits de production de son monoplace à Aeronautical Corporation of America.

## Les différents modèles

### Aeronca C-2 Scout
Jean A. Roché céda en 1929 les droits sur le Roché-Dohse Flying Flivver à la toute nouvelle société Aeronca, dont il devint au passage le président. Adapté à une production de série par Roger E. Schlemmer, du département aéronautique de l’Université de Cincinnati, l’appareil fut baptisé Aeronca C-2, le prototype construit par Roché-Dohse devenant le Roché Original. Il fut équipé du moteur dessiné par Roy Poole et Robert Galloway, usiné par un sous-traitant mais assemblé chez Aeronca et baptisé Aeronca E-107. Peint en jaune et orange, le prototype [NX3774] effectua son premier vol le 24 octobre 1929, piloté par Fred Fluck. Disposant tout juste de 4 instruments (pression d’huile, température d’huile, altimètre et tachymètre), d’un manche et d’un palonnier, le monoplace est le premier avion américain léger à obtenir une certification complète (ATC-351). Il fut mis sur le marché au prix unitaire de 1 495 U$. En 1930 ce prix fut abaissé à 1 245 U$ et 164 exemplaires furent vendus en 1930/31, au plus fort de la Grande Dépression.
Le C-2 est aussi connu pour avoir été le premier avion ravitaillé en carburant depuis un véhicule en mouvement : durant un meeting aérien en Californie en 1930, utilisant une canne en bois, le pilote d’un C-2 récupéra en vol un jerrican que lui présentait l’occupant d’une voiture Austin roulant à grande vitesse.

### Aeronca PC-2
Version hydravion à flotteurs du C-2, 3 exemplaires construits.

### Aeronca C-2N Deluxe Scout
Version à moteur E-113A de 36 ch apparue en 1931. 2 exemplaires furent construits [NC13083 et NC13089/NACA95], mais un Aeronca C-1 [NC11417] et un C-2 [NC643W] furent également convertis en C-2N.
À bord du [NC13089] Irène C. Crum a porté à 5 921 m le record international féminin d’altitude. Modifié ensuite en hydravion, le même appareil a permis à Benjamin King d’établir les records suivants dans sa catégorie : vitesse sur 500 km (113,5 km/h), distance (370 km), altitude (4 597 m), vitesse sur 100 km (130,3 km/h).

### Aeronca C-1 Cadet
Malgré cette désignation, le C-1 Cadet est apparu en 1931, donc après le C-2. Il s’agissait en fait d’un C-2N dont l’envergure était réduite de 2,13 m, ce qui faisait passer la vitesse à 150 km/h en pointe. Trois exemplaires furent construits, mais le prototype [NC11290] s’écrasa, tuant Conrad Dietz, un des dirigeants d’Aeronca. Le second appareil [NC11417] fut donc converti en C-2N et le dernier C-1 passé au pilon.

### Aeronca C-3 Collegian

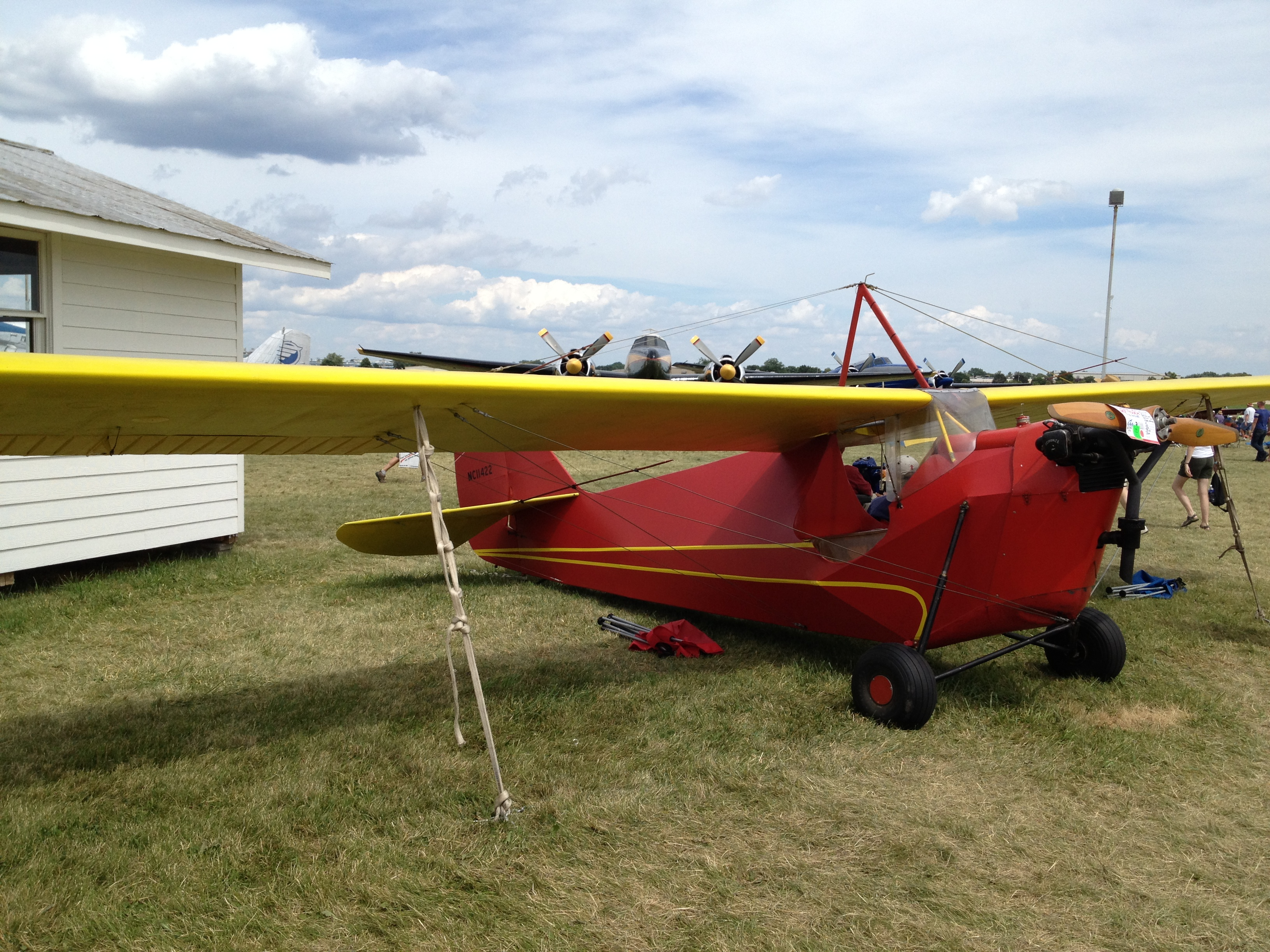
Aeronca C-3 (1931)

Version biplace côte à côte du C-2N, apparu également en 1931. Le fuselage était légèrement élargi, mais les dimensions hors-tout ne changeaient pas et les performances étaient sensiblement identiques à celles du C-2. Destiné à l’entrainement de début, l’appareil était réputé particulièrement facile à piloter et surtout à poser, le pilote pouvant voir les roues se rapprocher du sol.
La production du C-3 cessa en 1937, l’appareil ne répondant plus aux règles de navigation aérienne américaines : haubanage souple externe, moteur à allumage simple, absence d’indicateur de vitesse…mais une clause d’antériorité dans la législation américaine permit à ces avions, dont la construction n’était plus autorisée, à continuer de voler. Un soulagement pour les nombreux propriétaires : 439 Airknockers, surnom donné à l’Aeronca C-3, avaient été construits, dont 14 PC-3, et 5 C-3-SP (Special Purpose) sur lesquels il n’existe aucun détail.

### Aeronca PC-3
14 C-3 achevés en hydravions à flotteurs.

### Aeronca C-3 Master
En 1935 la forme caractéristique du fuselage des C-2 et C-3 fut modifiée. Si le fuselage était toujours construit en tubes d’acier entoilés, son dessin s’arrondissait entre l’aile et les empennages, de taille réduite, et le poste de pilotage était désormais fermé. Pour autant le prix de l’appareil ne dépassait pas 1 890 U$. 2 exemplaires seulement furent produits [NC11277 et NC11416], mais 128 C-3 Collegian furent modifiés.

### Monowheel Racer
En 1931 Jean A. Roché modifia son propre Aeronca C-3, remplaçant le train principal par une roue centrale avec des balancines en bout de voilure pour tenir l’équilibre au roulage. On gagnait ainsi pratiquement 18 kg et l’appareil [NR12407] fut engagé dans plusieurs compétitions, piloté par Carl E. Recknagel. Portant le numéro de course 17, il se classa troisième des National Air Races dans sa catégorie en 1933, avant d’être remis au standard. Cet avion volait toujours en 2006.

### Aeronca 100
La société anglaise Light Aircraft Ltd acheta une licence de fabrication du C-3 Collegian, qu’elle espérait vendre sous la raison commerciale Aeronautical Corporation of Great Britain Ltd, à Peterbrough. La seule différence avec le C-3 était l’adoption d’ailerons entoilés interchangeables (le revêtement étant métallique sur les appareils construits aux États-Unis) et d'un moteur J.A.P. Model J99 en lieu et place du moteur Aeronca E-113C, mais l’ Aeronca 100 n’eut pas de succès en Europe, la production cessant après la sortie de 24 appareils seulement.

## De nombreux exemplaires dans les musées...
Parmi les nombreux Aeronca C-2 et C-3 qui sont aujourd'hui exposés aux États-Unis, citons:
- Le [NX626N], c/n 2, premier exemplaire de série. Racheté en 1940 par Aeronca, il a été cédé en 1948 au National Air & Space Museum.
- Le [NC17404], qui fut utilisé en meeting par Howard Hughes. Le fameux pilote décollait et atterrissait sur une voiture Oldsmobile spécialement aménagée durant les meetings, le constructeur automobile étant le sponsor. Cet appareil est conservé par le Golden Age Air Museum de Bethel, Pennsylvanie.
- Le [N16553] est suspendu dans le hall de l'ancien aérodrome de Lunken Field, à Cincinnati, où furent construits tous les Aeronca C.
- [N13094] c/n A-258 construit en 1933, donné par Jim Dewey de Screaming Eagle Aviation au San Diego Aerospace Museum en Californie, exposé.
- N10168 c/n 301-44 construit en 1933, Airpower Museum Inc.
- [CF-AOR] 8e Aeronca C-2 construit en 1931, cet appareil a connu plusieurs propriétaires avant d'atterrir au National Aviation Museum de Rockcliffe Airport à Ottawa, qui l'achète en 1967. Un moteur Aeronca E-113 plus puissant à la place du moteur originel Aeronca E-107A bicylindre de 30 ch. De même, la dérive d'origine a été remplacée par celle d'un C-3 de fin de série[1].

## ...et d'autres qui volent encore!
Il existe encore deux Aeronca C-2 en état de vol aux États-Unis (dont le [N30RC] c/n 301-23, construit en 1929 et doté d'un moteur Aeronca E113, qui fait partie du Museum of Flight de Seattle, dans l'État de Washington), 
et une vingtaine d'Aeronca C-3 (dont le N17447 c/n A-754 construit en 1936 sur le terrain d'Old Rhinebeck, État de New York). Trois Aeronca C-3 volent en Grande-Bretagne (G-ADRR, G-ADYS, G-AEFT, G-AESB, dont un en cours de restauration début 2007), ainsi qu'un unique Aeronca 100 (G-AEVS c/n AB.114 construit en 1937 à moteur J.A.P. Model J99), toujours présent dans les meetings aériens britanniques en 2008.